# Antoine-Nicolas Braun
Pour les articles homonymes, voir Braun.
Antoine-Nicolas Braun (1815-1885) est un prêtre jésuite français, missionnaire au Canada, auteur et directeur spirituel en France et au Canada.

## Jeunesse et formation
Né à Saint-Avold dans le département de la Moselle en France, le 5 février 1815, d'Antoine-Nicolas Braun et de Victoire Simonin, il fait ses études à Saint-Avold et à Metz. Il entre dans la Compagnie de Jésus à Saint-Acheul en 1839 et y prononce ses vœux en 1840. Il est ordonné prêtre le 19 septembre 1840
à Laval (diocèse du Mans) par Mgr Bouvier.
Il a un demi-frère Pierre-Victor Braun fondateur des  Servantes du Sacré-Cœur de Jésus de Versailles et un de ses oncles est le grand-père de Léon-Ignace Mangin, saint et martyr.

## Missionnaire en France
Missionnaire à Strasbourg de 1840 à 1849 ; Troisième An de probation à Notre-Dame-de-Liesse (1849-1850); il est missionnaire à Lyon (1850-1851).

## Missionnaire au Canada
En 1851 Braun passe au Canada où il est missionnaire à Laprairie (1851-1854), à Montréal (1854-1855) et à Québec (1855-1856). Il est directeur spirituel des sœurs de la charité de Québec de 1856 à 1870, dont il rédige les règles. Il est ensuite de nouveau missionnaire à Montréal (1870 à 1884)
Il se retire au Sault-au-Récollet en 1884, où touché par la paralysie, il succombe le 1er février 1885.

## Œuvres
- Des instructions dogmatiques sur le mariage chrétien (1856)
- Une fleur du Carmel (1881).